# Uvira
Uvira a Kongói Demokratikus Köztársaság Dél-Kivu tartományának városa. A város a Tanganyika-tó északi végében fekszik. A város déli részén fekszik a Kalundu kikötő, melyből hajójáratok indulnak Kalemie-be, a tanzániai Kigomába és Burundi fővárosába Bujumburába. A városban beszélt nemzeti nyelv a szuahéli. Uvira a római katolikus egyházkerület központja, mely a bukavui érseki egyházmegyéhez tartozik.

## Története
Uvira korábban a Dél-Kivu régió fővárosa volt. Mobutu Sese Seko uralma alatt a Dél-Kivu régió a Kivu-régió részét képezte. Dél-Kivu tartomány létrejötte után a tartomány fővárosa  Bukavu lett.
Uvira a mostanában létrehozott Cadre d'Appui aux Actions de Developpment au Congo (CAADEC) társadalmi szervezet központja. A CAADEC az ország felemelkedéséért küzdő kongóiakat és diaszpórában élő honfitársaikat köti össze. A szervezet tagjai közös terveket dolgoznak ki, támogatják az olyan egyéni és közösségi  kezdeményezéseket, melyek a társadalmi felemelkedést, munkahelyek teremtését, az ország újjáépítését segítik elő.